# Amol Palekar
Amol Palekar (Devanagari, अमोल पालेकर) né le 24 novembre 1944 à Mumbai est un acteur, scénariste, producteur et réalisateur indien de Bollywood et du cinéma indien en marathi.
Il a d'abord eu une carrière théâtrale avec la scène expérimentale marathi de Satyadev Dubey ; il forma sa propre troupe 'Aniket' en 1972.
Il s'initia au cinéma en marathi en 1971, avec le film (du mouvement new cinema) Shantata! Court Chalu Aahe réalisé par Satyadev Dubey.
En 1974 il participe en tant qu'acteur aux films Rajnigandha et Chhoti Si Baat de Basu Chatterjee puis ceux de Hrishikesh Mukherjee : Golmaal (Filmfare Award, Best Actor), Naram Garam.
Il est fameux pour ses interprétations de personnages de la classe moyenne, gendre idéal, hindou.
Il est devenu réalisateur avec le film marathi Aakriet, puis avec Paheli faisant partie des films indiens proposés aux Oscars.

## Filmographie sélective

### Acteur
- Samaantar
- Aks (2001)
- Shriman Shrimati (1983)
- Baaton Baaton Mein (1979)
- Bhumika (1982)
- Golmaal (1979)
- Rajnigandha (1974)
- Rang Birangi (1983)
- Naram Garam (1981)
- Chhoti Si Baat (1977)
- Do Ladke Dono Kadke
- Meri Biwi Ki Shaadi
- Chitchor (1976)
- Damaad (1978)
- Khamosh (1986)
- Jhuthi (1985)
- Gharonda (1976)
- Olangal (1982) (Malayalam)
- Naram Garam (1981)

### Réalisateur
- Aakreit (Marathi) - 1981
- Anakahi (Muet) - 1985
- Thodasa Rumani Ho Jaye - 1990
- Bangarwadi - 1995
- Daayraa - 1996
- Anaahat (The Movie)
- Kairee - 2001
- Dhyaas Parva (Kal Kaa Aadmi) - 2001 (National Film Award Best film on family welfare)
- Paheli, le fantôme de l'amour (Paheli) - 2005
- Quest - 2006 (National Film Award Best Feature Film in English)
- Samantar (Marathi) - 2006

### Série télé
- Kachchi Dhoop - 1987
- Naqab - 1988
- Paoolkhuna - 1993
- Mrignayanee - 1991
- Kareena Kareena - 2004